# Joyce Jean Kennedy

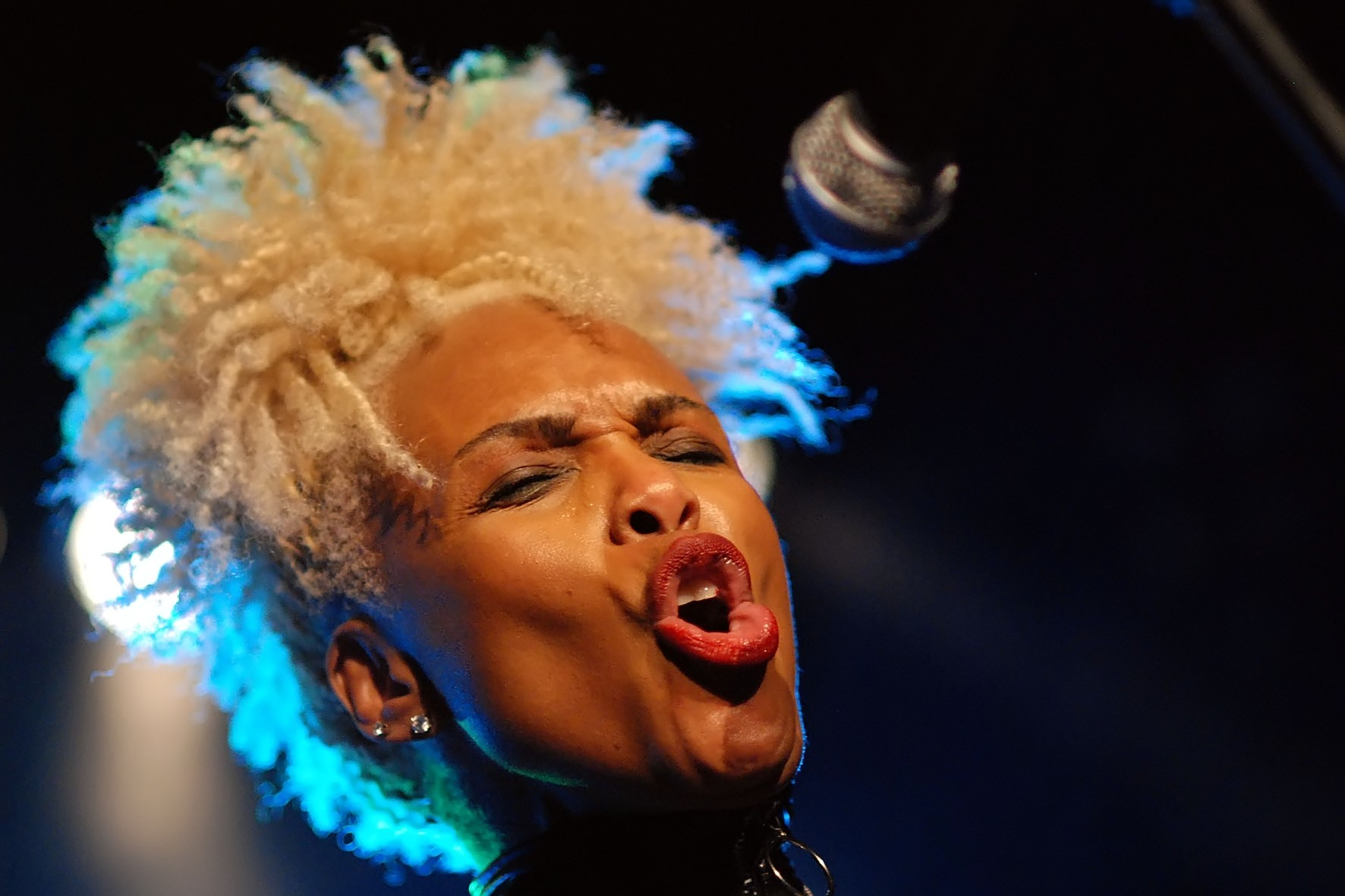
Joyce Jean Kennedy (2008)

Joyce Jean Kennedy (auch bekannt als „Baby“ Jean Kennedy; * 1948 in Anguilla) ist eine US-amerikanische Rock-, Funk- und R&B-Sängerin. Sie ist seit 1970 Leadsängerin der Funkrockband Mother’s Finest.

## Leben
Kennedy wuchs in Mississippi in einer musikalischen Freimaurerfamilie auf, die sich von den Rassenspannungen dieser Zeit fernhielt. 1955 zog sie mit ihrer Mutter nach Chicago, wo sie später auch ihre Gesangskarriere begann. Ihre erste Single veröffentlichte Joyce Kennedy im Jahr 1963 bei Ran-Dee Records. Es blieb zunächst bei regionalen Erfolgen, bis sie in den frühen 1970er Jahren Glenn Murdock kennenlernte, den sie später heiratete. Zusammen gründeten sie die ursprüngliche schwarze Funkrockband Mother’s Finest.
Die Band kam zunächst bei RCA Records unter Vertrag, wechselte später zu Epic Records und veröffentlichte mehrere Alben, die teils Goldstatus erreichten. Die Singleauskoppelungen Fire (1976) und Baby Love (1977) erreichten Platz 93 bzw. 58 der Billboard Hot 100. 1978 war die Band in der 2. Rockpalast-Nacht zu Gast und erreichte in der Folgezeit auch in Europa einen hohen Bekanntheitsgrad.
1983 löste sich die Band auf und Kennedy widmete sich ihrer Solokarriere. Ihre Texte wandten sich vermehrt sozialen Themen zu und ihre weiteren Veröffentlichungen erschienen fortan bei A&M Records.
Die Band kam 1989 wieder zusammen und veröffentlichte weitere Alben. Am Schlagzeug saß diesmal Dion Derek Murdock, der gemeinsame Sohn von J.J. Kennedy und Glenn Murdock.
Kennedy veröffentlichte jedoch weiterhin auch ihre eigene Musik und erreichte mit dem Lied The Last Time I Made Love Platz 40 der Billboard Hot 100.

## Diskografie (Auswahl)
Singles
- 1984: Stronger Than Before
- 1984: The Last Time I Made Love (mit Jeffrey Osborne, 1985 für den Grammy Award for Best R&B Performance by a Duo or Group with Vocals nominiert)
- 1985: Didn’t I Tell You

## Filmografie
- 2002: Klassenfest (als „Baby Jean“ Kennedy)
- 2012: Mother’s Finest Live at Rockpalast, DVD (mit Mother’s Finest)